# Środek barwiący
Środek barwiący – substancja barwna (transparentna lub kryjąca), która jest nanoszona w dowolnych technikach drukowania na podłoże drukowe w miejscach zajętych przez obraz drukowy. Środek barwiący może być nanoszony np. poprzez natryskiwanie, odbijanie, naparowywanie itp., a utrwalany np. poprzez chemoutwardzanie, krzepnięcie, polimeryzację, schnięcie, wypalanie itp.
Rodzaje środków barwiących:
- atrament,
- farba drukowa,
- toner,
- tusz.